# Чайбуха (аэропорт)
Ча́йбуха (бывший Гижига; англ.: Chaybukha или Chaibukha) (ИКАО: UHMG) — аэропорт в Магаданской области, Россия, расположенный в 8 км к северо-востоку от одноимённого посёлка. Это крупный аэродром с твёрдым покрытием, рулёжными дорожками и небольшой парковкой. Обслуживает авиалайнеры среднего размера.

## История
Второй по размеру аэропорт в Магаданской области.
В 1970-х годах был включён в состав Магаданского авиаотряда.
Был закрыт 11 декабря 2009 года в связи с нерентабельностью.

## География
Поблизости от аэропорта протекает река Большая Чайбуха.
Взлётно-посадочная полоса находится в зоне распространения вечной мерзлоты.